# Gladio (cefalopodi)

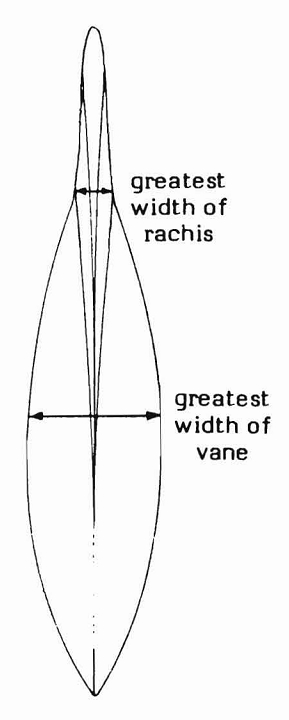
Disegno di gladio, con a confronto le misure del rachide (rachis) e della pala (vane)

Il gladio o penna è una struttura interna di molluschi cefalopodi come i calamari e rappresenta un elemento vestigiale della conchiglia ancestrale.
È presente in molti cefalopodi del superordine Decapodiformes (in particolare calamari) e in un unico membro del superordine Octopodiformes, il calamaro vampiro (Vampyroteuthis infernalis). Il gladio si trova in corrispondenza della parte dorsale nel mantello e si estende in genere per tutta la sua lunghezza. È costituito principalmente da chitina.